# أندريه ديلارد
أندريه ديلارد (بالإنجليزية: Andre Dillard) هو لاعب كرة قدم أمريكية أمريكي، ولد في 3 أكتوبر 1995 في وودإنفيل في الولايات المتحدة.

## وصلات خارجية
- أندريه ديلارد على موقع مرجع كرة القدم المحترفة.كوم (الإنجليزية)